# John Tyler
John Tyler, (født 29. marts 1790, død 18. januar 1862) USA's 10. præsident, 1841 – 1845.
John Tyler var den første amerikanske vicepræsident, der overtog præsidentembedet som følge af forgængerens død. 
Det blev derfor Tyler, der på trods af modstand fra mange sider dannede den præcedens, som hans efterfølgere Andrew Johnson, Chester A. Arthur, Theodore Roosevelt, Calvin Coolidge, Harry Truman og Lyndon Johnson siden har kunnet henholde sig til: at vicepræsidenten skulle overtage præsidentembedet i sin fulde udstrækning – ikke blot som en overgangsfigur.

## Baggrund
Tyler blev født i Virginia i 1790. Han tjente som medlem af kongressen, senator og Virginias guvernør, før han blev valgt som William Henry Harrisons vicepræsidentkandidat i 1840. Dette var overraskende, idet Tyler var forholdsvis ny inden for whig-partiet og havde forladt det demokratiske parti i 1833 på grund af modstand mod daværende præsident Andrew Jacksons politik. 
Han blev anset for at være en principfast mand, der satte den amerikanske konstitution over partipolitik. Noget der ikke huede Whig-partiet, som han nu blev opstillet for.
Harrison vandt præsidentvalget, men holdt den hidtil længste indsættelsestale i en kold marts måned i 1841. Måneden efter var han død af lungebetændelse.

## Præsidentperioden
Whig-partiet stod derefter med en præsident, der ville føre en politik uafhængig af parti-interesser. Man bestred derfor, at vicepræsidenten skulle overtage præsidentembedet permanent, men i stedet fungere som en overgangsfigur, indtil nyvalg kunne udskrives. Tyler aflagde desuagtet præsidenteden, holdt sin indsættelsestale og satte sig for at fuldføre den valgperiode, hvortil Harrison og han selv var valgt. Dermed var præcedens skabt. 
Da Tyler nedlagde veto mod oprettelsen af en føderal bank (som Whigs var for), trådte samtlige medlemmer af kabinettet tilbage med undtagelse af udenrigsminister Daniel Webster, der kun blev på grund af vigtige forhandlinger med Storbritannien om grænsedragninger.
Dette samt andre kontroverser med det parti, der havde fået ham nomineret til vicepræsident-posten, førte til, at Tyler ikke blev nomineret som partiets præsidentkandidat ved valget i 1844. Præsidenten valgte derpå at trække sit kandidatur.
Tyler var desuden den første præsident, der mistede sin hustru i sin embedsperiode. Den 10. september 1842 døde Letitia Tyler. Hun havde været bundet til en rullestol siden tiden kort før mandens indsættelse.

## Årene efter
John Tyler gjorde i 1861 en del bestræbelser for at mægle mellem Nord- og Sydstaterne, dog uden succes. Da mulighederne for en fredelig løsning syntes udtømt, støttede Tyler Sydstaterne, da de forlod unionen. Den amerikanske borgerkrig fulgte.
Tyler blev valgt til Konføderationens udgave af repræsentanternes hus, men døde snart efter i 1862. Tyler blev 71 år gammel.